# 准核生物
准核生物（Parakaryon myojinensis, Myojin parakaryote）是一種相當特別的單細胞生物，於2010年5月在日本東南方海域的明神海丘發現，並於2012年由筑波大學的研究人員發表描述。此生物同時具有原核生物與真核生物的部分特徵，但與兩大類生物均有明顯差異。

## 名稱
准核生物的屬名Parakaryon源於希臘文的（pará，指旁邊），意指本種與原核生物和真核生物均有差異；種小名myojinensis則來自其唯一的樣本採集地明神海丘（32°06.2′N, 139°52.1′E, 海平面下1240公尺）。

## 形態
准核生物的細胞長約10微米、寬約3微米，大小超過大腸桿菌的100倍，約為釀酒酵母的3倍大，具有一被單層核膜圍繞的一大型擬核狀結構（與原核生物的擬核與真核生物的細胞核均不同），約佔細胞體積的41%，內含核糖體與DNA，且其DNA並不形成染色體；細胞質基質約佔細胞體積的22%，亦內含核糖體，還具有若干螺旋狀的大型內共生物，但不具有粒線體、質粒體、內質網、高基氏體或中心體等胞器；細胞壁厚約80－120奈米，約佔細胞體積的26%；細胞膜厚約20奈米。
目前这种生物的细胞只被捞出过一次，所以进一步研究比较困难。不过在附近的海中也发现了其他一些形态特别的微生物。

## 演化
英國演化生物學家尼克·連恩表示准核生物可能是一類剛獲得內共生物，正往真核生物方向演化的原核生物。

## 註腳
1. ↑  釀酒酵母的細胞核僅佔其細胞體積約10%[1]。